# Aspilota
Aspilota is een geslacht van vliesvleugelige insecten (Hymenoptera) uit de familie van de schildwespen (Braconidae). De wetenschappelijke naam van het geslacht werd voor het eerst geldig gepubliceerd door Arnold Foerster in 1862.
Aspilota is een van de grootste geslachten in de geslachtengroep Alysiini; er zijn ongeveer 250 Aspilota-soorten beschreven uit de meeste ecozones van de wereld. De schildwespen uit deze groep zijn endoparasitoïden van hogere vliegen uit de clade Cyclorrhapha van de Diptera.

## Soorten
Deze lijst van 260 stuks is mogelijk niet compleet.
- A. acutidentata (Fischer, 1970)
- A. acutistigma Fischer, 1969
- A. adventa Fischer, 1973
- A. aestiva Papp, 2001
- A. ahrburgensis Fischer, 1975
- A. ajara Peris-Felipo, 2016
- A. albertica Berry, 2007
- A. albiapex Fischer, 1978
- A. alexanderi Fischer, 1969
- A. alexandri Belokobylskij, 2007
- A. alfalfae Fischer, Lashkari Bod, Rakhshani & Talebi, 2011
- A. amelot Papp, 2007
- A. anaphoretica Fischer, 1973
- A. andyaustini Wharton, 2002
- A. angusta Berry, 2007
- A. angusticornis Fischer, 1969
- A. aniva Belokobylskij, 2007
- A. anneae Wharton, 2002
- A. antzyferovi Belokobylskij, 2007
- A. armillariae Fischer, 1969
- A. arsenievi Belokobylskij, 2007
- A. astoriensis Fischer, 1969
- A. atlasovi Belokobylskij, 2007
- A. aureliana Fischer, 1976
- A. austroussurica Belokobylskij, 2007
- A. beringi Belokobylskij, 2007
- A. blasii Fischer, 1973
- A. brachybasis Fischer, 1969
- A. brachyclypeata Fischer, 1978
- A. brachyptera Wharton, 1980
- A. brandti Fischer, 1978
- A. breviantennata Tobias, 1962
- A. brunigaster Fischer, 1976
- A. brunnea Bhat, 1979
- A. bucculatricis Fischer, 1969
- A. budogosskii Belokobylskij, 2007
- A. capitata Fischer, 1969
- A. caudatula Fischer, 1969
- A. cetiusmontis Fischer, 1974
- A. cetkovici Papp, 2007
- A. ceylonica Ashmead, 1904
- A. claricornis Fischer, 1969
- A. clayensis Fischer, 1969
- A. columbiana Viereck, 1905
- A. communis Fischer, 1969
- A. compressa (Haliday, 1838)
- A. compressigaster Fischer, 1969
- A. compressiventris Stelfox & Graham, 1951
- A. converginervis Fischer, 1973
- A. convexula Fischer, 1971
- A. crenesulcis Fischer, 2009
- A. cubitalaris Sharma, 1978
- A. cultrata Fischer, 1971
- A. curta Marshall, 1895
- A. curtibasis Fischer, 1971
- A. chanka Belokobylskij, 2007
- A. chinganica Belokobylskij, 2007
- A. daemon Stelfox & Graham, 1948
- A. dangerfieldi Wharton, 2002
- A. danuvica Fischer, 1974
- A. delicata Fischer, 1973
- A. deserta Papp, 1967
- A. dezhnevi Belokobylskij, 2007
- A. digitula Papp, 2008
- A. diminuata Fischer, 1976
- A. disstriae Fischer, 1969
- A. divergens Fischer, 1971
- A. dmitrii Belokobylskij, 2007
- A. ecur Wharton, 2002
- A. efoveolata (Thomson, 1895)
- A. elongata Chen & Wu, 1994
- A. ephemera Viereck, 1917
- A. eurugosa Fischer, 1976
- A. extremicornis Fischer, 1976
- A. farra Papp, 2003
- A. ferrugenosa Sharma, 1978
- A. flagellaris Fischer, 1973
- A. flagimilis Fischer, 1996
- A. floridensis Shenefelt, 1974
- A. foliformis Fischer, 1969
- A. foutsi Fischer, 1971
- A. fukushimai Belokobylskij, 2007
- A. furtnerana Fischer, 1973
- A. fuscicornis (Haliday, 1838)
- A. georgica (Fischer, 1993)
- A. girlanda Fischer, 1971
- A. glabrimedia Fischer, 1979
- A. globipes (Fischer, 1962)
- A. golovnini Belokobylskij, 2007
- A. gorbusha Belokobylskij, 2007
- A. hastata Roman, 1925
- A. hirticornis (Thomson, 1895)
- A. hypatiae Kittel, 2016
- A. impar Papp, 2008
- A. imparidens Fischer, 1974
- A. indica Bhat, 1979
- A. inflatinervis Fischer, 1973
- A. inflatitempus Fischer, 1974
- A. insolita (Tobias, 1962)
- A. insularis Fischer, 1969
- A. intermediana Fischer, 1975
- A. intermissa Fischer, 1974
- A. iocosipecta Fischer, 1974
- A. iocosipectus Fischer, 1974
- A. isfahanensis Peris-Felipo, 2016
- A. iuxtanaeviam Fischer, 1980
- A. izyaslavi Belokobylskij, 2005
- A. jabingensis Fischer, 1976
- A. jaculans (Haliday, 1838)
- A. jakovlevi Tobias, 1992
- A. johnbrackeni Wharton, 2002
- A. kalinovka Belokobylskij, 2007
- A. kaplanovi Belokobylskij, 2007
- A. karafuta Belokobylskij, 2007
- A. karelica Tobias, 1992
- A. kemneri Bengtsson, 1926
- A. komarovi Belokobylskij, 2005
- A. konae Ashmead, 1901
- A. konishii Belokobylskij, 2007
- A. korsakovi Belokobylskij, 2007
- A. kotenkoi Belokobylskij, 2007
- A. kozyrevskii Belokobylskij, 2007
- A. krombeini Fischer, 1971
- A. kurilicola Belokobylskij, 2005
- A. laevinota Tobias, 1962
- A. laevinotum Tobias, 1962
- A. latipelus Papp, 2001
- A. latitemporata Fischer, 1976
- A. latitergum Fischer, 1969
- A. leptocornis Fischer, 1976
- A. lobidens Fischer, 1971
- A. longibasis Fischer, 1969
- A. longicarinata Fischer, 1976
- A. longifemur Papp, 2001
- A. longiflagellata Bhat, 1979
- A. louiseae van Achterberg, 1988
- A. maacki Belokobylskij, 2007
- A. macrops Stelfox & Graham, 1951
- A. makita Papp, 2008
- A. manandrianaensis Fischer, 2004
- A. megastigmatica Belokobylskij, 2007
- A. melabasis Fischer, 1969

- A. microcubitalis Fischer, 1977
- A. middendorffi Belokobylskij, 2007
- A. minima (Thomson, 1895)
- A. minutissima (Zetterstedt, 1838)
- A. miraculosa Fischer, 1969
- A. muravievi Belokobylskij, 2007
- A. nacta Belokobylskij, 2005
- A. naeviformis Fischer, 1973
- A. nasica Belokobylskij, 2005
- A. necopinata Belokobylskij, 2005
- A. nemorivaga Belokobylskij, 2005
- A. nemostigma (Spinola, 1851)
- A. neoterica Belokobylskij, 2007
- A. nervulata Fischer, 1975
- A. nescita Belokobylskij, 2007
- A. nevae Tobias, 1986
- A. nevelskoii Belokobylskij, 2007
- A. nidicola Hedqvist, 1972
- A. nigrina (Forster, 1862)
- A. nipponica Belokobylskij, 2007
- A. nobilis Belokobylskij, 2007
- A. nomas Belokobylskij, 2005
- A. nonna Belokobylskij, 2005
- A. notata Belokobylskij, 2005
- A. nuntius Belokobylskij, 2007
- A. nutricola Belokobylskij, 2007
- A. obsessor Belokobylskij, 2007
- A. obsoleta Belokobylskij, 2007
- A. occulta Belokobylskij, 2007
- A. odarka Belokobylskij, 2007
- A. ordinaria Fischer, 1971
- A. oriens Belokobylskij, 2007
- A. oroszi Papp, 2008
- A. parallela Fischer, 1971
- A. parecur Berry, 2007
- A. parentalis Belokobylskij, 2007
- A. parvicornis (Thomson, 1895)
- A. parvistigma Fischer, 1971
- A. pauciarticulata Fischer, 1976
- A. paupera Fischer, 1969
- A. perai Belokobylskij, 2007
- A. petiolata (Provancher, 1886)
- A. phyllotomae Fischer, 1971
- A. pilgrimorum Fischer, 2009
- A. pillerensis Fischer, 1973
- A. pitiensis Fullaway, 1913
- A. pitralon Papp, 2008
- A. poiarkovi Belokobylskij, 2007
- A. procreata Fischer, 1976
- A. propedaemon Fischer, 1996
- A. propeminimam Fischer, Tormos, Pardo & Asis, 2008
- A. przewalskii Belokobylskij, 2007
- A. pulchella (Spinola, 1851)
- A. pumiliformis Fischer & Samiuddin, 2008
- A. raddei Belokobylskij, 2007
- A. riazanovi Belokobylskij, 2007
- A. rufa Tobias, 1985
- A. ruficornis (Nees, 1834)
- A. saileri Fischer, 1969
- A. schlainingiaca Fischer, 1976
- A. schpanbergi Belokobylskij, 2007
- A. schrenki Belokobylskij, 2007
- A. semiinsularis Belokobylskij, 2007
- A. semipilosa Papp, 2001
- A. shannoni Fischer, 1969
- A. shiramizui Belokobylskij, 2007
- A. signimembris Fischer, 1976
- A. sikkimensis Bhat, 1979
- A. sinibasis Fischer, 1969
- A. sitkensis (Ashmead, 1902)
- A. smithi Fischer, 1969
- A. spiracularis Fischer, 1971
- A. spiritalis Tobias, 1992
- A. stenogaster Stelfox & Graham, 1951
- A. stigmalineata Statz, 1938
- A. storeyi Wharton, 2002
- A. styriaca Fischer, 1973
- A. subcompressa (Ashmead, 1889)
- A. subcubiceps Belokobylskij, 2007
- A. supramedia Fischer, 1969
- A. sylvaticae Fischer, 1969
- A. tetragona Fischer, 1976
- A. thurnensis Fischer, 1977
- A. tianmushanica Belokobylskij, 2005
- A. tiatinoi Belokobylskij, 2007
- A. tillyardi Wharton, 2002
- A. tshandolaz Belokobylskij, 2005
- A. tshirikovi Belokobylskij, 2007
- A. tuberula Papp, 2008
- A. turgida Papp, 2007
- A. ulmicola (Ashmead, 1889)
- A. ultor Belokobylskij, 2007
- A. umbrosa Belokobylskij, 2007
- A. unca Belokobylskij, 2007
- A. univoca Belokobylskij, 2007
- A. vaga Belokobylskij, 2007
- A. valenciensis Fischer, 1996
- A. vargus Belokobylskij, 2007
- A. variabilis Tobias, 1962
- A. varinervis (Zaykov & Fischer, 1982)
- A. vector Belokobylskij, 2007
- A. venatrix Belokobylskij, 2007
- A. ventasa Belokobylskij, 2007
- A. vernalis Stelfox & Graham, 1951
- A. viator Belokobylskij, 2007
- A. vicina Belokobylskij, 2007
- A. villosa Berry, 2007
- A. vincibilis Belokobylskij, 2007
- A. vindex Belokobylskij, 2007
- A. violator Belokobylskij, 2007
- A. visibilis Belokobylskij, 2007
- A. vladimirovka Belokobylskij, 2007
- A. vodara Papp, 2008
- A. volans Belokobylskij, 2007
- A. vostok Belokobylskij, 2007
- A. wilhelmensis Fischer, 1978
- A. xuexini Belokobylskij, 2007
- A. ylia Wharton, 2002